# Emanuele Aliotta
Emanuele Aliotta (Messina, 9 maggio 1939 – Messina, 28 maggio 2010) è stato un imprenditore e dirigente sportivo italiano.
Fu lo storico presidente del Messina dal dicembre 1995 al luglio 2002: durante la sua presidenza la squadra centrò quattro promozioni, arrivando dal campionato di Eccellenza fino alla Serie B.

## Biografia
Gioielliere di terza generazione, come il nonno Emanuele e come il padre Giuseppe, quest'ultimo detto "Strunca" per il suo passato, essendo stato in gioventù, ancor prima che imprenditore, giocatore della Peloro e della U.S. Messinese, negli anni venti; fu uno dei protagonisti storici e più amati del calcio messinese.
Nel corso degli anni ottanta aveva fatto parte dell'organigramma della società allora denominata "Associazioni Calcio Riunite Messina", della quale fu responsabile unico nel breve periodo tra il 13 marzo 1982 ed il 23 maggio 1982. L'8 dicembre 1995 acquistò il pacchetto di maggioranza della U.S. Peloro, ed il 30 dicembre ne divenne presidente. La squadra militava in Eccellenza, ed al termine della stagione riuscì a centrare la promozione in CND: fu la prima di quattro promozioni in sette anni. Nel 1998 dichiarò espressamente di voler portare il Messina in Serie B in tre stagioni. Ci riuscì al termine della Serie C1 2000-2001, grazie alla vittoria nello spareggio contro il Catania.
Aliotta lasciò la presidenza dopo aver vissuto una stagione in Serie B: nel luglio 2002 cedette la società, che nel frattempo aveva mutato ragione sociale in "Football Club Messina Peloro", all'imprenditore Pietro Franza.
Nel 2010 dopo lunghi anni di lotta contro la malattia, Emanuele Aliotta muore nella notte di venerdì 28 maggio, all'età di 71 anni. I funerali sono stati svolti nella Cattedrale di Messina, e hanno visto una forte partecipazione di tifosi, calciatori e istituzioni.